# Синюха (растение)
Синю́ха (лат. Polemónium) — род цветковых растений семейства Синюховые. Насчитывает около 50 видов, распространённых в холодном и умеренном поясе Северного полушария.

## Название
Латинское название происходит от др.-греч. πόλεμος — война, ссора. Между двумя греческими правителями — Полемоном из Понта и Филетайром из Каппадокии — был спор по поводу того, кто первый открыл целебные свойства одного из видов этого растения, отсюда и название.
Синюха — народное название многих растений с синими цветками, а также некоторых грибов. См. Синюха.

## Ботаническое описание

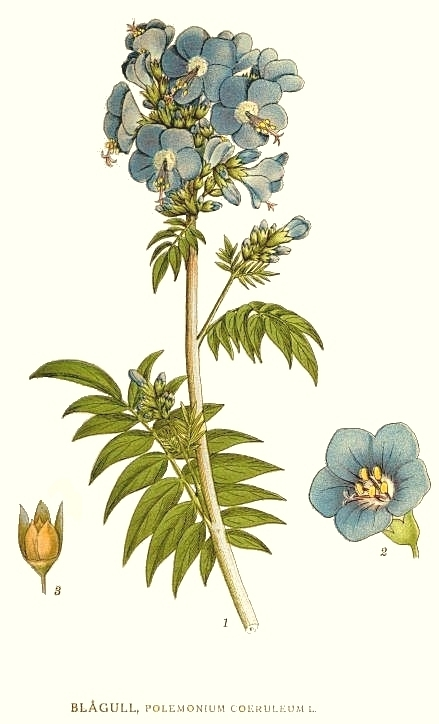
Синюха голубая (Polemonium caeruleum).

Представители рода — многолетние, реже однолетние растения. Высота их не превышает 100 см.
Листья крупные, непарноперистые, очерёдные.
Цветки голубые, реже белые, розовые, синие; собраны в метельчатые или щитковидные соцветия.
Плод — коробочка.

## Значение и применение
В народной медицине Polemonium coeruleum употребляется от многих болезней. Оказывает отхаркивающее и седативное действие. Применяют при острых хронических бронхитах. Иногда назначают вместе с сушеницей болотной при язве желудка.

## Классификация

### Таксономическое положение
- Polemonium L., 1753, Sp. Pl. : 162

Род Синюха относится к семейству Синюховые (Polemoniaceae) порядка Верескоцветные (Ericales) и включается кладу Астериды, последовательно входящую в более крупные клады Суперастериды → Эвдикоты → Цветковые растения. Таксономическая схема в соответствии с Системой APG IV по состоянию на декабрь 2023 года:
|  |                          |  |                                   |                                   |                     |  | еще 21 семейство |              |              |                                                              |
|  |                          |  |                                   |                                   |                     |  |                  |              |              | 41 подтвержденный вид и 24 вида в статусе "неподтвержденных" |
|  |                          |  |                                   | порядок Верескоцветные            |                     |  |                  |              | род Синюха   |                                                              |
|  |                          |  |                                   | порядок Верескоцветные            |                     |  |                  |              | род Синюха   |                                                              |
|  | клада Цветковые растения |  |                                   |                                   | семейство Синюховые |  |                  |              |              |                                                              |
|  | клада Цветковые растения |  |                                   |                                   |                     |  |                  |              |              |                                                              |
|  |                          |  | ещё 63 порядка цветковых растений | ещё 63 порядка цветковых растений |                     |  |                  | еще 26 родов | еще 26 родов |                                                              |
|  |                          |  |                                   | ещё 63 порядка цветковых растений |                     |  |                  |              | еще 26 родов |                                                              |

### Виды
- Polemonium acutiflorum Willd. ex Roem. & Schult. — Синюха остролепестная
- Polemonium boreale Adams — Синюха северная
- Polemonium brandegeei (A.Gray) Greene — Синюха Брандеги
- Polemonium caeruleum L. typus[4] — Синюха голубая
- Polemonium californicum Eastw. — Синюха калифорнийская
- Polemonium carneum A.Gray
- Polemonium caucasicum N.Busch — Синюха кавказская
- Polemonium chartaceum H.Mason ex Jeps.
- Polemonium chinense (Brand) Brand — Синюха китайская
- Polemonium delicatum Rydb. — Синюха деликатная
- Polemonium elegans Greene — Синюха изящная
- Polemonium eximium Greene — Синюха исключительная
- Polemonium filicinum Greene — Синюха папоротниковая
- Polemonium flavum Greene — Синюха жёлтая
- Polemonium foliosissimum A.Gray — Синюха многолистная
- Polemonium grandiflorum Benth.
- Polemonium helleri Brand — Синюха Геллера
- Polemonium hingganicum (P.H.Huang & S.Y.Li) S.Y.Li & K.T.Adair
- Polemonium hultenii Hara — Синюха Гультена
- Polemonium hyperboreum Tolm. — Синюха гиперборейская
- Polemonium intermedium (Brand) Rydb. — Синюха средняя
- Polemonium longii Fernald
- Polemonium macranthum Klokov — Синюха крупноцветковая
- Polemonium melindae Rzed., Calderón & Villarreal
- Polemonium mellitum (A.Gray) A.Nelson
- Polemonium micranthum Benth. — Синюха мелкоцветковая
- Polemonium occidentale Greene — Синюха западная
- Polemonium pauciflorum S.Watson
- Polemonium pectinatum Greene
- Polemonium pilosum (Greenm.) G.N.Jones — Синюха волосистая
- Polemonium pseudopulchellum V.N.Vassil. — Синюха ложно-красивая
- Polemonium pulchellum Bunge — Синюха красивая
- Polemonium pulcherrimum Hook. — Синюха хорошенькая
- Polemonium racemosum Kitam. — Синюха кистистая
- Polemonium reptans L. — Синюха ползучая
- Polemonium sumushanense G.H.Liu & Ma
- Polemonium van-bruntiae Britton — Синюха ван Брунта
- Polemonium viscosum Nutt. — Синюха клейкая